# Pilar Ibern
María Pilar Ibern García (Mataró, Catalunya, 17 de juny de 1964) més coneguda com a Gavina, és una cuinera, professora de cuina, ecoxef, escriptora i assessora nutricional, guanyadora de tres premis Gourmand World Cookbook.
María Pilar Ibern García va néixer a Mataró, Catalunya, el 17 de juny de 1964. Des de molt jove es va interessar per l'ecologia i l'alimentació. A partir dels 20 anys és quan es decideix a dedicar-se professionalment a l'art gastronòmic. Des de llavors i fins a l'actualitat, imparteix tallers de cuina, showcookings i conferències sobre alimentació saludable en diferents espais. També realitza assessoraments nutricionals en la seva consulta privada. A més, difon la seva passió per la cuina en diversos mitjans de comunicació: ràdio, televisió i premsa. Ha col·laborat amb revistes d'alimentació i salut com a Vital, Bio EcoActual, Cos i ment... Ha escrit 8 llibres de cuina vegetariana, tres dels quals han estat guardonats amb el premi Gourmand World Cookbook, Un banquet? Naturalment!, Les 69 receptes més afrodisíaques de la cuina vegetariana i Receptes vegetarianes per a grans ocasions. Des de setembre de 2016 col·labora quinzenalment els dilluns a les 18.30h al programa de Radio 4 Anem de tarda, on té una secció pròpia: La cuina de la felicitat.

## Llibres

### Autora
- «Un banquet? Naturalment!» (en castellà) (2002)
- «Com fer pa: Receptes senzilles de quaranta classes diferents de pa» (en castellà) (2002)
- «Tots a taula» (en castellà i en català) (2005)
- «Les 69 receptes més afrodisíaques de la cuina vegetariana» (en castellà) (2010)
- «Receptes vegetarianes per a grans ocasions» (en castellà) (2011)
- «Les 100 receptes més ràpides de la cuina vegetariana» (en castellà i en català) (2012)
- «Les 101 receptes més saludables per viure i somriure» (en castellà) (2016)[1]

### Col·laboracions
- «El llibre de la cuina natural» (en castellà) (1988)
- «Algues de Galícia, aliments i salut» (en castellà) (2002)

## Premis i nominacions

### Gourmand World Cookbook
| Any  | Categoria                                                   | Obra                                                      | Resultat   |
| ---- | ----------------------------------------------------------- | --------------------------------------------------------- | ---------- |
| 2011 | Millor llibre de cuina vegetariana en llengua espanyola     | Receptes vegetarianes per a grans ocasions                | Guanyadora |
| 2010 | Millor llibre de cuina d'entreteniment en llengua espanyola | Les 69 receptes més afrodisíaques de la cuina vegetariana | Guanyadora |
| 2003 | Millor llibre de cuina vegetariana en llengua espanyola     | Un banquet? Naturalment!                                  | Guanyadora |